# Antonino Borzì

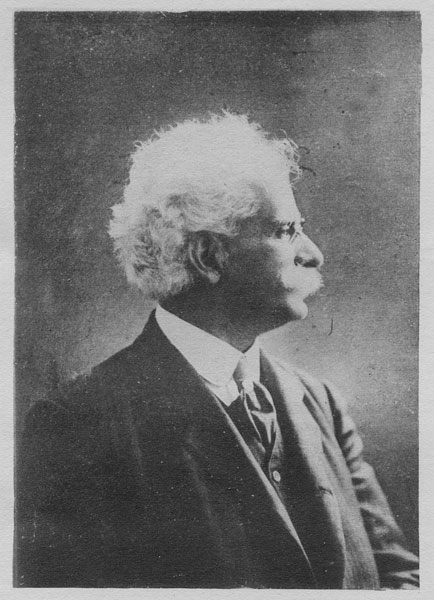
Antonino Borzì

Antonino Borzì, född 20 augusti 1852 i Castroreale på Sicilien, död 21 augusti 1921, var en italiensk botaniker.
Borzì blev professor i botanik vid skogsinstitutet i Vallombrosa 1875, vid universitetet i Messina 1879 och vid universitetet i Palermo 1892, för vars berömda botaniska trädgård han samtidigt blev föreståndare. Han var en av sin tids främsta italienska botaniker. Hans många skrifter behandlar i synnerhet de lägre växternas morfologi och utvecklingshistoria samt fanerogamernas fysiologi och biologi. De mest bekanta av hans arbeten är de för algforskare oumbärliga Note alla morfologia ebiologia delle alghe ficocromaceæ (1878 och 1882) och Studi algologici (1883 och 1894).
Borzì var även verksam på det skönlitterära området. Han behärskade fullkomligt svenska språket och utgav i italiensk översättning bland annat Selma Lagerlöfs "Le regine di Kungahella. Versione con note" (1903).  Han blev filosofie hedersdoktor vid Uppsala universitets 200-årsminnesfest över Carl von Linné 1907 och ledamot av svenska Vetenskapsakademien 1920.